# 59 Elpis
Elpis /ˈɛlpɪs/ (định danh hành tinh vi hình: 59 Elpis) là một tiểu hành tinh rất lớn ở vành đai chính quay quanh Mặt Trời với chu kỳ 4,47 năm. Nó là tiểu hành tinh kiểu C, có nghĩa là nó rất tối và thành phần cấu tạo là cacbonat. Trong sơ đồ Tholen, nó có phân loại CP, trong khi Bus và Binzen phân loại nó là loại B.
Elpis do Jean Chacornac phát hiện ngày 12 tháng 9 năm 1860 và được đặt theo tên Elpis, tên nhân cách hóa của hy vọng trong thần thoại Hy Lạp. Đây là tiểu hành tinh thứ sáu và cuối cùng do J. Chacornac phát hiện.
Elpis đã được nghiên cứu bằng 59 Elpis radar.